# 道の駅奥入瀬
道の駅奥入瀬（みちのえき おいらせ）は、青森県十和田市にある国道102号の道の駅である。愛称は奥入瀬ろまんパーク。

## 施設
- 駐車場
  - 普通車：340台
  - 大型車：6台
  - 身障者用駐車場：4台
- トイレ （いずれも24時間利用可能）
  - 男：大 7器、小 5器
  - 女：5器
  - 身障者用：1器
- 公衆電話：1台
- 観光物産館「四季彩館」（9:00 - 18:00）
- ステーキハウス・地ビールレストラン（11:00 - 190:00 ラストオーダー18:30）
- 手づくりハウス「味楽工房」（土日祝日 10:00-17:00）
- 多目的芝生広場
- 親水公園
- 野外ステージ
- コニファーガーデン

### 管理団体
- 一般財団法人十和田湖ふるさと活性化公社

## アクセス
- 国道102号 - 登録路線

### バス停留所
停留所名は奥入瀬ろまんパークである。
- 十和田観光電鉄バス（国道沿い側ポール）
  - 十和田湖観光線
  - 十和田 - 焼山線
- ジェイアールバス東北（駐車場構内ポール）
  - おいらせ号

## 周辺
- 十和田市役所十和田湖支所
- 奥瀬郵便局
- 奥入瀬渓流温泉（旧十和田湖温泉郷）
- 奥入瀬渓流温泉スキー場（旧十和田湖温泉スキー場）[1]
- 奥入瀬湧水館
- 奥入瀬渓流館